# لورا كونينغهام
لورا كونينغهام (بالإنجليزية: Laura Cunningham)‏ هي مغنية أيرلندية، ولدت في عقد 1980.

## وصلات خارجية
- لورا كونينغهام على موقع IMDb (الإنجليزية)
- لورا كونينغهام على موقع ميوزك برينز (الإنجليزية)
- لورا كونينغهام على موقع قاعدة بيانات الفيلم (الإنجليزية)